# Габриелян, Эмиль Самсонович
Эмиль Самсонович Габриелян (арм. Էմիլ  Գաբրիելյան; 31 января 1931, Аштарак Армянской ССР — 21 июля 2010) — армянский деятель медицины. Руководил проектом Арменикум.

## Практика
- 1948—1952 — учился и окончил Ереванский медицинский институт.
- 1960—1961 — НИИ фармакологии АМН СССР (Москва).
- 1967 — НИИ эволюционной физиологии и биохимии имени И. М. Сеченова в Санкт-Петербурге.
- 1968—1969 — хирургическая научно-исследовательская лаборатория фонда Glaxo Wellcome при университете (Глазго).
- 1969 — Нобелевский институт нейрофизиологии Каролинского института (Стокгольм) и лаборатория клинической нейрофизиологии больницы Лундского университета.

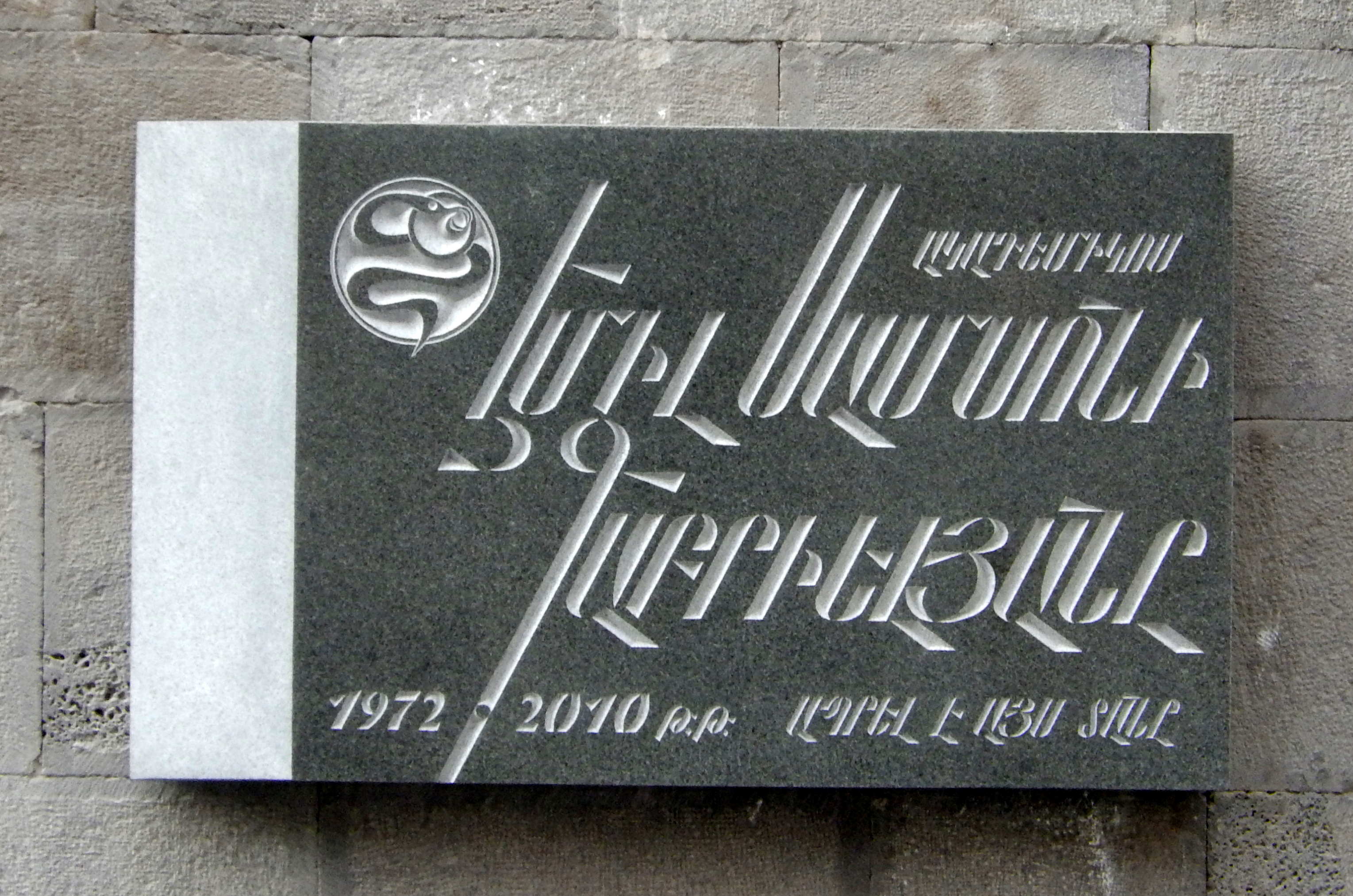
Мемориальная доска в Ереване

## Врачебная деятельность
- 1954—1958 — главный врач и хирург Артикского медобъединения Армянской ССР
- 1958—1959 — заместитель главного врача по лечебной части, хирург
- 1959—1968 — старший лаборант, ассистент кафедры фармакологии Ереванского медицинского института, 1968 — доцент, а в 1988—1994 — заведующий кафедрой
- 1963 — кандидат медицинских наук
- 1971 — доктор медицинских наук
- 1972 — профессор
- 1969—1971 — проректор, а в 1971—1975 — ректор Ереванского медицинского института
- 1972—2005 — заведующий научно—исследовательской лабораторией фармакологии кровообращения
- 1975—1989 — был министром здравоохранения Армянской ССР
- 1991 — член Научного Совета международного Колледжа Ангиологии (Нью-Йорк)
- С 1992 — директор Научного центра экспертизы лекарств и медицинских технологий
- 1993 — президент Фармакологического общества Армении
- 1994 — академик. Член НАН Армении
- 1995—1998 — член Руководящего комитета советников по эссенциальным лекарствам ВОЗ (Женева)
- 1996 — член международной АН. Член международной Академии Информации. Член Нью-Йоркской АН
- 2001 — член РАЕН. Член РАМТН
- 2001—2005 — председатель Комиссии по наградам Президента Армении в области медицины
- 2001—2006 — член европейского Консультативного комитета по Исследованию Здоровья ВОЗ / Евро. Член Совета национального фонда науки и передовых технологий Армении, член Научного Совета Советников, АБИ
- Имеет многочисленные награды
- Автор более чем 350 научных работ, в том числе книг и руководств